# Compton's Most Wanted
Pour les articles homonymes, voir CMW.
Compton's Most Wanted (CMW) est un groupe de hip-hop américain, originaire de Compton, en Californie. L'une de leurs chansons, Late Night Hype figure dans la bande son de la radio West Coast Classics du jeu vidéo Grand Theft Auto V publié en 2013 et une autre, Hood Took Me Under, est présente dans la bande son de la radio Radio Los Santos du jeu vidéo Grand Theft Auto: San Andreas.

## Biographie
Compton's Most Wanted est formé en 1989 à Compton, en Californie, et devient l'un des groupes les plus importants du début des années 1990 dans le phénomène du gangsta rap et du rap West Coast. Mené par MC Eiht et le producteur electro Unknown DJ, le groupe parle dans ses chansons de thèmes récurrents de l'époque tels que le sexe, les filles, la violence, les armes, les gangs et la drogue. Le groupe avait la particularité d'écrire des ballades de type gangsta caractérisées pas seulement par leur agressivité mais plutôt par leurs indolentes productions entremêlées de motifs soul des années 1970.
Leur premier single, This Is Compton, est publié en 1989[réf. nécessaire]. L'année suivante, le groupe publie son premier album studio, It's a Compton Thang, en février 1990 au label Orpheus Records. L'album marque la scène hip-hop de l'époque, mais se tient tout de même derrière Straight Outta Compton de N.W.A. en matière de popularité. Il atteint la 133e place du Billboard 200. Les singles I m Wit Dat et One Time Gaffled Em Up atteignent également les classements musicaux. En 1991, ils partent en tournée avec les Geto Boys de Scarface, et font la promotion du gangsta rap à travers les États-Unis. Plus tard dans l'année, le 16 juillet 1991, ils publient leur deuxième album, Straight Checkn 'Em,. Beaucoup plus brutal que leur premier opus[réf. nécessaire], Straight Checkn 'Em se classe 23e au Top R&B/Hip-Hop Albums, et 92e au Billboard 200. Au même moment, leur popularité grandit grâce au tube Growin'up the Hood, titre choisi pour la bande originale de Boyz N the Hood, un film de John Singleton. L'année suivante, en juin 1992, ils publient leur troisième album Music to Driveby, un album qui marque la dissolution du groupe. En 1993, le groupe se sépare et MC Eiht entame une carrière solo, solidifiée par son rôle dans le film Menace 2 Society, réalisé la même année.
Huit années plus tard, le groupe se reforme et publie un nouvel album, Represent, le 24 octobre 2000 au label Half Ounce Records, bien accueilli de la presse spécialisée et du public, et classé 66e au Billboard 200. En 2001, le groupe publie When We Wuz Bangin' 1989–1999: The Hitz, un best-of retraçant dix ans de carrière du groupe. En 2004, le titre Hood Took Me Under est choisi pour la bande son de la radio Los Santos dans le jeu vidéo Grand Theft Auto: San Andreas.
Compton's Most Wanted publie l'album Music to Gang Bang, le 13 juin 2006. En 2013, le titre Late Night Hype est utilisé pour la radio West Coast Classic dans le jeu vidéo Grand Theft Auto V.

## Discographie

### Albums studio
- o
- o
- o
- o
- o
- o
- 1990 : It's a Compton Thang
- 1991 : Straight Checkn 'Em
- 1992 : Music to Driveby
- 2000 : Represent
- 2005 : Music to Gang Bang
- 2006 : Music to Gang Bang
- 2019 :  Gangsta Bizness

### Compilation
- 2001 : When We Wuz Bangin' 1989–1999: The Hitz